# Vina (fiume)
Il Vina è un fiume del Camerun. È il più lungo dei rami sorgentiferi del Logone.

## Corso
Il fiume ha le sue sorgenti a nord della città di Ngaoundéré, sul massiccio dell'Adamaoua, a un'altitudine di 1435 m. Nella sua parte superiore viene solitamente indicato come Bini. Attraversa il lago Bini prima di scorrere più ad est con diverse rapide lungo una valle profondamente incassata. Confluisce con lo Mbéré presso il confine con il Ciad. Da questo punto in poi il corso del fiume viene indicato dalla maggior parte delle fonti con il nome di Logone Occidentale.

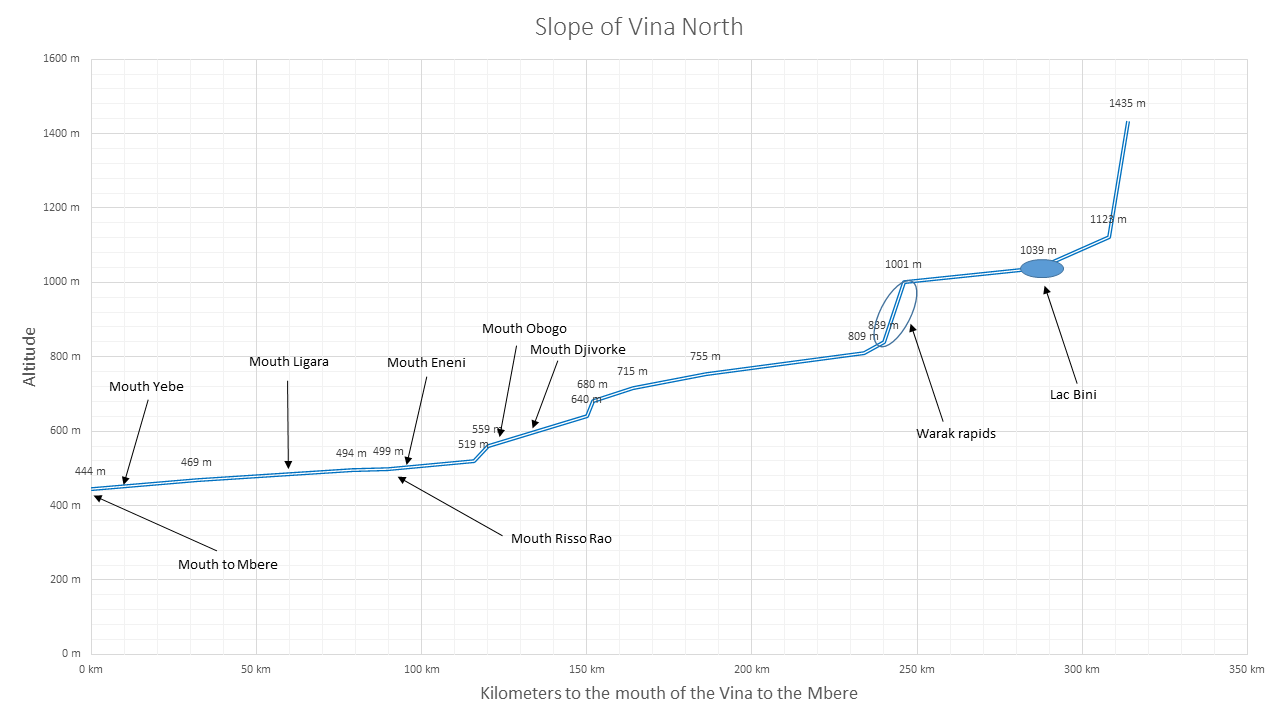
Rappresentazione schematica del dorso del Vina.

## Idrometria
La portata del fiume è stata misurata a Touboro, dopo aver raccolto le acque di circa il 90% del bacino idrografico, in m³/s.

## Denominazione
La nomenclatura dei fiumi della regione è piuttosto confusa. A parte il fatto che un altro fiume chiamato Vina ha le sue sorgenti nella stessa area, il fiume Vina, dopo la confluenza con lo Mbéré, assume un nome diverso a seconda delle fonti. In alcune esso viene chiamato Vina fino alla confluenza con il Nya e da qui in poi Logone Occidentale; in altre, prende il nome di Logone Occidentale dopo la confluenza con lo Mbéré. In altre ancora, il Vina viene considerato un semplice affluente dello Mbéré, che a sua volta dà vita al Logone dopo la confluenza con il Pendé.